# Hut 8

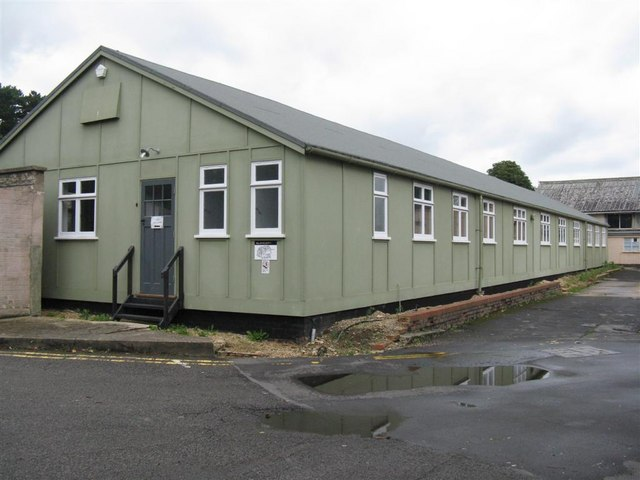
Hut 8

Hut 8 foi uma seção em Bletchley Park (uma estação de decifração de códigos, da segunda guerra mundial), encarregada de decifrar as mensagens das máquinas Enigma  alemãs. A seção foi liderada inicialmente por Alan Turing. Em Novembro de 1942, ele foi sucedido por seu vice, Hugh Alexander.
Hut 8 foi uma parceira da outra seção denominada Hut 4, que lidava com a tradução e análise, dos códigos decodificados pela Hut 8.
Depois de 2005, a Hut 8 foi restaurada da mesma maneira como era durante a guerra, e que agora abriga o ''HMS Petard Exhibition''.

## Equipe
- Harry Golombek
- I. J. Good
- Peter Hilton, Janeiro de 1942 até fins 1942
- Leslie Lambert (aka "''A. J. Alan''")
- Rolf Noskwith
- Shaun Wylie
- Leslie Yoxall